# 徐霞客故居及晴山堂石刻
31°42′44″N 120°19′07″E / 31.71222°N 120.31861°E
徐霞客故居位于中国江苏省江阴市徐霞客镇（原马镇），是明末大旅行家徐霞客的故居，2001年被列为第五批全国重点文物保护单位。
徐霞客故居始建于明代，清代翻修，现为三进院落，院内有徐霞客手植罗汉松一株。晴山堂为徐霞客庆贺其母病愈所建，堂内石刻为徐霞客将其收藏的元明两代名家书法请人镌刻于石，并嵌于壁间，故称晴山堂石刻，共76块，出于88人之手，其中有宋濂、文征明、祝允明等名家。现晴山堂重建于故居西南百余米处，石刻亦移入新址。1985年，中国政府拨款对其展开修缮。